# Большая Паль
Большая Паль — река в Осинском районе Пермского края России. Устье реки находится в 511 км по левому берегу Воткинского водохранилища на Каме. Длина реки составляет 21 км (по данным водного реестра, который считает Каменку началом Большой Пали) или 15 км (если считать началом реки слияние Каменки и Полуденной), площадь водосборного бассейна 151 км².
Река начинается слиянием небольших рек Каменка и Полуденная у деревни Кирпичи в трёх километрах восточнее села Паль. Река течёт на запад, протекает село Паль и деревню Калино. Ширина реки в нижнем течении около 7 метров.

## Притоки
- 12 км: Северная
- Селишна
- Чекаиха
- Татарка
- 15 км: Полуденная

## Данные водного реестра
По данным государственного водного реестра России относится к Камскому бассейновому округу, водохозяйственный участок реки — Кама от Камского гидроузла до Воткинского гидроузла, речной подбассейн реки — бассейны притоков Камы до впадения Белой. Речной бассейн реки — Кама.